# Орещук, Роман Геннадьевич
Рома́н Генна́дьевич Орещу́к (2 сентября 1975, Новороссийск) — советский и российский футболист, нападающий, футбольный агент.

## Карьера

### Клубная
Воспитанник новороссийской ДЮСШ «Водник». Начал играть в местном клубе «Цемент» (затем — «Гекрис», «Черноморец»). В 1992 году перешёл в ЦСКА, но за главную команду сыграл всего 6 матчей за 4 сезона, играл в основном за дубль, второй круг в 1994 году провёл в «Черноморце». Участник чемпионата Европы U20 в 1994 году в Испании (4 игры 4 мяча) и чемпионата мира U-20 в Катаре 1995 году (4 игры 1 мяч). В середине сезона-1995 по приглашению главного тренера Сергея Андреева перешёл в «Ростсельмаш». В 1995 году сыграл пару матчей в Лиге чемпионов АФК в составе корейской «Соннам Ильхвы», но за 400 тысяч долларов из ЦСКА был продан в польскую «Легию». Затем, несмотря на предварительную договорённость с бельгийским «Сент-Трюйденом», трудоустроился в кипрском АПОЭЛе (Никосия).
Перед началом сезона 2000/2001 после ухода из АПОЭЛа собирался подписать контракт с клубом бундеслиги «Энерги» (Котбус), но в последний момент клуб купил другого игрока, и Орещук решил заключить контракт с «Черноморцем». Однако «Легия», которой он принадлежал, запросила за Орещука 150 000 долларов, несмотря на то, что контракт с «Легией» закончился полгода назад и сумма была оговорена в марках. «Черноморец» не мог заплатить такую сумму, и Орещук в результате оказался в венгерской команде «Уйпешт Дожа». Отыграв в ней один сезон, Орещук вернулся в «Черноморец». Провёл в команде вторую половину сезона-2001, после чего играл в командах первого и второго дивизионов, меняя клубы практически каждый сезон. В 2007 году вновь оказался в «Черноморце», летом того же года попал в аварию в Солнечногорске, в результате которой погиб его друг. Первый круг сезона-2008 по просьбе главного тренера Константина Сарсании провёл в «Спортакадемклубе».
В матче 23-го тура Первого дивизиона против «Витязя» 6 августа 2009 года сразу после выхода на замену стал предъявлять претензии к судье, что он не разрешил игроку «Черноморца» вернуться на поле после оказания ему медицинской помощи и в это время соперники команды забили гол, за что был удалён с поля, пробыв на нём всего 40 секунд.
По завершении сезона 2010 года объявил об окончании карьеры; последним его клубом стал новороссийский «Черноморец».

### В сборной
Привлекался в молодёжную сборную России. Участник юношеского чемпионата Европы 1994 года и молодёжного чемпионата мира 1995 года.

## После окончания карьеры игрока
Работал футбольным агентом. С 1 июня по 6 сентября 2016 года был спортивным директором московского «Динамо».
17 февраля 2017 года был назначен спортивным директором «Торпедо».
21 мая 2019 года вновь стал спортивным директором в «Динамо», однако был уволен уже 11 октября 2019 года после провального старта «Динамо» в сезоне 2019/20 (15 место после 12 туров).
В 2023 году совместно с Романом Павлюченко организовал футбольное агентство Magic Football Lab, специализирующееся на молодых игроках.
Хотел бы стать спортивным директором родного для него ЦСКА.

## Достижения

### Командные
«Легия»
- Серебряный призёр чемпионата Польши (2): 1995/96, 1996/97.
- Обладатель Кубка Польши: 1996/97.

 «Уйпешт Дожа»
- Бронзовый призёр чемпионата Венгрии: 2000/01
- Финалист Кубка Венгрии: 2000/01

 АПОЭЛ
- Бронзовый призёр чемпионата Кипра: 1999/2000
- Финалист Кубка Кипра: 1999/2000

 «Содовик»
- Бронзовый призёр зоны «Урал-Поволжье» второго дивизиона чемпионата России 2003

 «Сокол»
- Бронзовый призёр первый дивизион чемпионата России 2004

 «Носта»
- Бронзовый призёр зоны «Урал-Поволжье» второго дивизиона чемпионата России 2005

 «Черноморец»
- Победитель первого дивизиона 1994
- Победитель зоны «Юг» второго дивизиона чемпионата России (2): 2007, 2010
- Обладатель Кубка ПФЛ: 2010

### Личные
«Содовик»
- Лучший игрок, нападающий и бомбардир (23 мяча в 17 играх) зоны «Урал-Поволжье» второго дивизиона чемпионата России: 2003[13]